# Alfréd Forbáth
Alfréd Forbáth (Pécs, 31 marzo 1897 – Vällingby, 23 maggio 1972) è stato un architetto e urbanista ungherese.

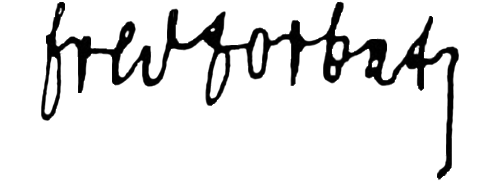
Firma Fred Forbát (1897-1972)

Ha trascorso gran parte della sua vita e attività lavorativa in Svezia.

## Biografia
Nato a Pécs, nel sud dell'Ungheria, ha vissuto per qualche tempo a Budapest dove nel 1914 cominciò i suoi studi in architettura all'Università Tecnica. Nel 1918 si trasferì a Monaco di Baviera, dove continuò la sua formazione accademica fino alla laurea, nel 1920, assieme a Theodor Fischer.
Tra il 1920 e il 1922 lavorò assieme a Walter Gropius nella Bauhaus di Weimar. Nel 1923 fondò con Sándor Bortnyik la Neue Reklame Gestaltung Company, realizzando i suoi primi progetti. Nel 1926 fu il protagonista di una mostra nella Bauhaus e nel 1928 aprì il proprio studio personale a Berlino, realizzando i progetti di alcuni complessi residenziali. Tra il 1932 e il 1933, assieme ad Ernst May, si recò nell'URSS per realizzare il progetto e la costruzione di complessi residenziali in varie città.
Nel 1933 fece ritorno in Ungheria, dove continuò a lavorare come architetto indipendente fino al 1938, quando si trasferì in Svezia, precisamente nella città di Lund, dove svolse la sua professione di architetto e urbanista. A Stoccolma fu professore nell'Università Tecnica. Morì in Svezia nel 1972.